# Нагайо

32°49′31″ пн. ш. 129°52′30″ сх. д. / 32.82528° пн. ш. 129.87500° сх. д.
Нагайо (яп. 長与町) — містечко в Японії, в повіті Нісіногі префектури Нагасакі.